# Oranje borstelbekertje
Het oranje borstelbekertje (Cheilymenia dennisii) is een schimmel die behoort tot de familie Pyronemataceae.  Het komt voor in gras- en hooilanden. Het leeft als coprofiele saprotroof op uitwerpselen van koeien.

## Verspreiding
Het oranje borstelbekertje is een Europese soort. In Nederland komt het zeldzaam voor. Het staat niet op de rode lijst en is niet bedreigd.